# Waalse verkiezingen 2014/Kandidatenlijsten/MR
Dit zijn de kandidatenlijsten van de MR voor de Waalse verkiezingen van 2014. De verkozenen staan vetgedrukt.

## Aarlen-Marche-en-Famenne-Bastenaken

### Effectieven
1. Willy Borsus
2. Marie Dessé
3. Michel Jacquet

### Opvolgers
1. Carine Lecomte
2. Eric Lejeune
3. Marie-Claude Weber
4. Yves Besseling

## Bergen

### Effectieven
1. Jacqueline Galant
2. Gaël Robillard
3. François Roosens
4. Mélisa Blot
5. Pierre Carton

### Opvolgers
1. Georges-Louis Bouchez
2. Florence van Hout
3. Véronique Damee
4. Muriel Cochez
5. Olivier Mathieu

## Charleroi

### Effectieven
1. Véronique Cornet
2. Philippe Knaepen
3. Cyprien Devilers
4. Bénédicte Poll
5. Michele Siciliano
6. Marie Van Der Sijpt
7. Hervé Fiévet
8. Esma Caner
9. Emmanuel Wart

### Opvolgers
1. Nicolas Tzanetatos
2. Patricia Potigny
3. Hugues Neirynck
4. Laurent Doucy
5. Lucie Demaret
6. Sabine Ancia
7. Géraldine Tramasure
8. Hubert Chapelain
9. Ornella Cencig

## Dinant-Philippeville

### Effectieven
1. François Bellot
2. Laetitia Brogniez
3. Géraldine Desille
4. Richard Fournaux

### Opvolgers
1. Valérie Warzée-Caverenne
2. Pierre Helson
3. Hélène Lebrun
4. Philippe Bultot

## Doornik-Aat-Moeskroen

### Effectieven
1. Jean-Luc Crucke
2. Véronique Durenne
3. Vincent Palermo
4. Alice Leeuwerck
5. Catherine Stalens
6. Muriel Delcroix
7. Armand Boite

### Opvolgers
1. Philippe Bracaval
2. Laurence Feron
3. Bastien Marlot
4. Vincent Robin
5. Ginette Renard
6. Emilie Altruy
7. Stéphane Delfosse

## Hoei-Borgworm

### Effectieven
1. Hervé Jamar
2. Magali Dock
3. Philippe Dubois
4. Evelyne Lambie

### Opvolgers
1. Patrick Lecerf
2. Marie-Christine Warnant
3. Christophe Pire
4. Marie-Noëlle Mottard

## Luik

### Effectieven
1. Christine Defraigne
2. Philippe Dodrimont
3. Virginie Defrang-Firket
4. Stéphane Kariger
5. Catherine Streel
6. Stéphane Linotte
7. Patricia Poulet-Dunon
8. Fuat Agirbas
9. Séverine Philippens-Thiry
10. Jean Paulus
11. Hélène Franssen
12. Serge Scalais
13. Benoît Thans

### Opvolgers
1. Fabian Culot
2. Diana Nikolic
3. Sabine Nandrin
4. Florence Herry
5. Benjamin Guglielmi
6. Valérie Furgalinski
7. Adrien Calvaer
8. Ann Bosschem-Leclercq
9. Christine Nossent-Jamagne
10. Alexia Duquesne
11. Thomas Cialone
12. Marcel Neven

## Namen

### Effectieven
1. Anne Barzin
2. Gilles Mouyard
3. José Paulet
4. Coraline Absil
5. Françoise Léonard
6. Alain Detry
7. Luc Delire

### Opvolgers
1. Laurent Henquet
2. Charlotte Bouveroux
3. Martine Minet-Dupuis
4. Sarah Geens
5. Caroline Cnockaert
6. Philippe Leconte
7. Jean-Marc Van Espen

## Neufchâteau-Virton

### Effectieven
1. Yves Evrard
2. Anne Laffut

### Opvolgers
1. Vincent Wauthoz
2. Carole Janssens
3. Mathieu Rossignol
4. Josette Adam

## Nijvel

### Effectieven
1. Valérie De Bue
2. Jean-Paul Wahl
3. Florence Reuter
4. Olivier Maroy
5. Stéphanie Bury-Hauchart
6. Nicolas Janssen
7. Nathalie Demortier
8. Jacques Otlet

### Opvolgers
1. Christophe Dister
2. Lyseline Louvigny
3. Jordan Godfriaux
4. Carole Ghiot
5. Chantal Versmissen-Sollie
6. Bérangère Aubecq
7. Claude Jossart
8. Jean Vanderbecken

## Thuin

### Effectieven
1. Yves Binon
2. Corinne Cubi
3. Tanguy Dardenne

### Opvolgers
1. Marie-Françoise Nicaise
2. Jérôme Urbain
3. Christiane Houssière-Herbage
4. Albert Depret

## Verviers

### Effectieven
1. Pierre-Yves Jeholet
2. Jenny Baltus-Möres
3. Daniel Stoffels
4. Béatrice Stassen-Weerts
5. Maxime Degey
6. Nathalie Levèque

### Opvolgers
1. Charles Gardier
2. Aurélia Luypaerts
3. Jean-Luc Nix
4. Elisabeth Guillaume
5. Evelyn Jadin
6. Thierry Wimmer

## Zinnik

### Effectieven
1. Olivier Destrebecq
2. Violaine Herbaux
3. Damien Sauvage
4. Bénédicte Thibaut

### Opvolgers
1. Marc Verslype
2. Marianne Crevaux-Van Liefferinge
3. Julie Tytgat-Longeval
4. Jean-Yves Sturbois